# Stenby, Adelsö

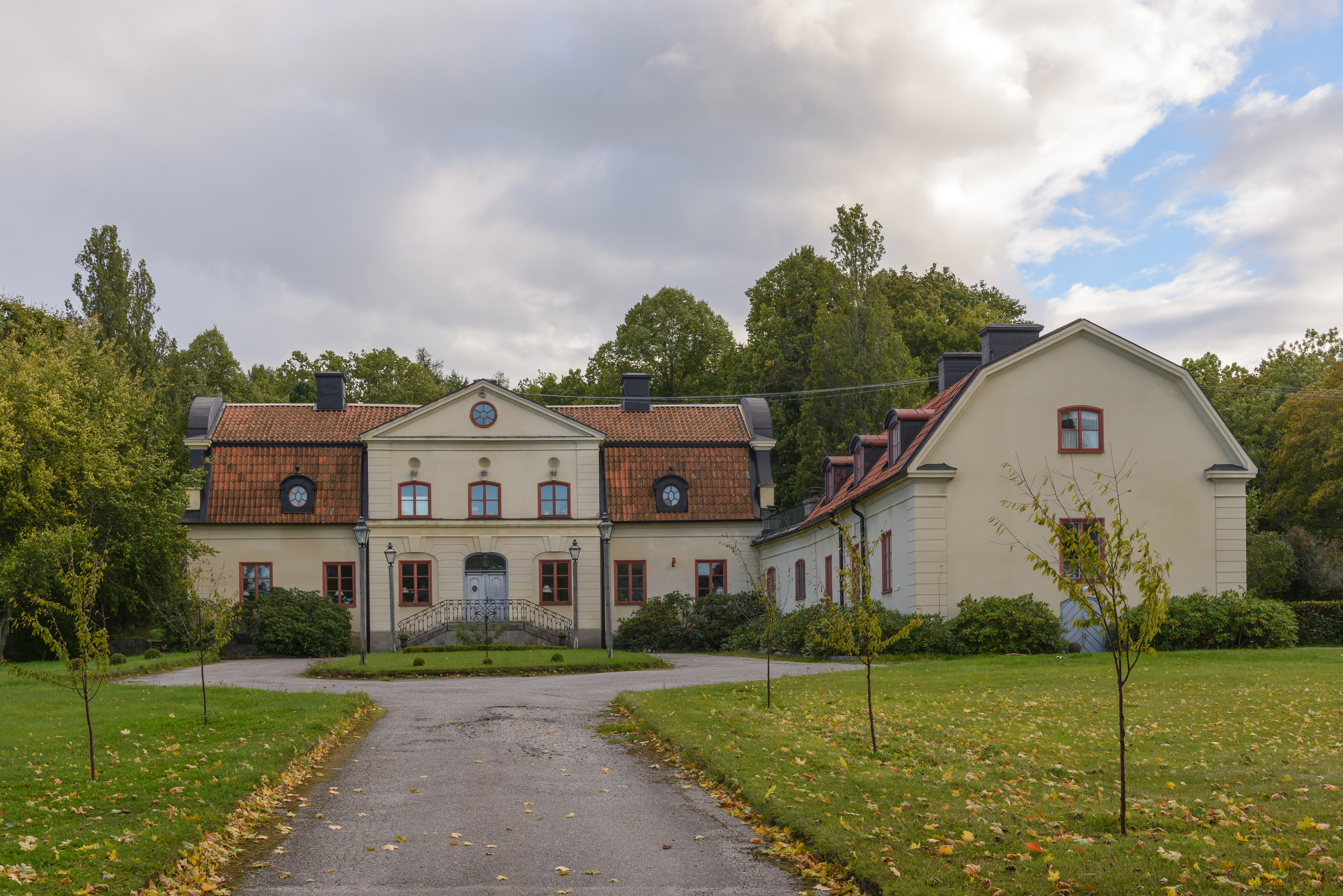
Stenby säteri 2013.

Stenby och Nya Stenby är ett område på Adelsön och en tidigare herrgård.

## Historik

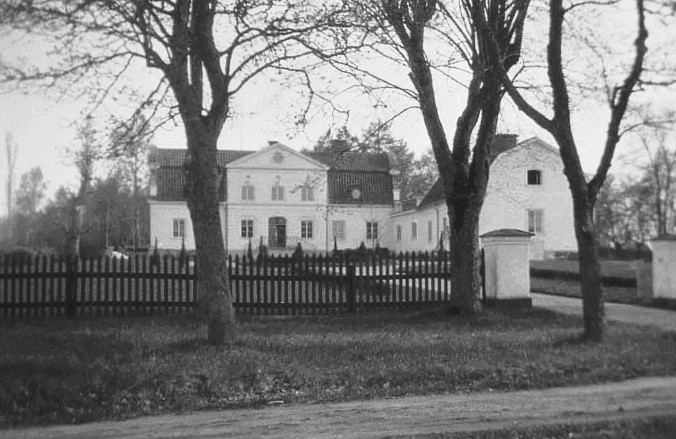
Stenby säteri 1926.

Området var bebott redan på yngre järnåldern som flera gravfält vittnar om. Stenby var på 1600-talet en sätesgård eller säteri och ägdes då av Anna Rålamb, hustru till friherren Emund Gripenhielm. 
Nuvarande herrgård uppfördes troligtvis på 1750-talet för kommissarien Isac Pihlman och fick sin nygustavianska stil på 1920-talet enligt arkitekt Arvid Stilles ritningar efter att Paul Bellander inköpt egendomen. Till Stenby hörde även några torp som ligger i skogsområdet mellan gårdarna Tofta och Grindby. Särskilt torpet Samting har fortfarande en välbevarad torpmiljö.
Stenbys jordbruksdel avsöndrades 1931 inklusive inspektorsbostaden från 1920 som blev manbyggnad. Ekonomibyggnaderna är huvudsakligen uppförda under 1910- och 1920-talen. Bland äldre bebyggelse märks det gamla sockenmagasinet som tidigare stod väster om Adelsö kyrka och flyttats hit någon gång på 1900-talet.
Vid Lilla Stenby (ungefär vid nuvarande färjeläget) låg tidigare ett tegelbruk. Strax norr om Stenby ligger Skansbergets fornborg.

## Bilder

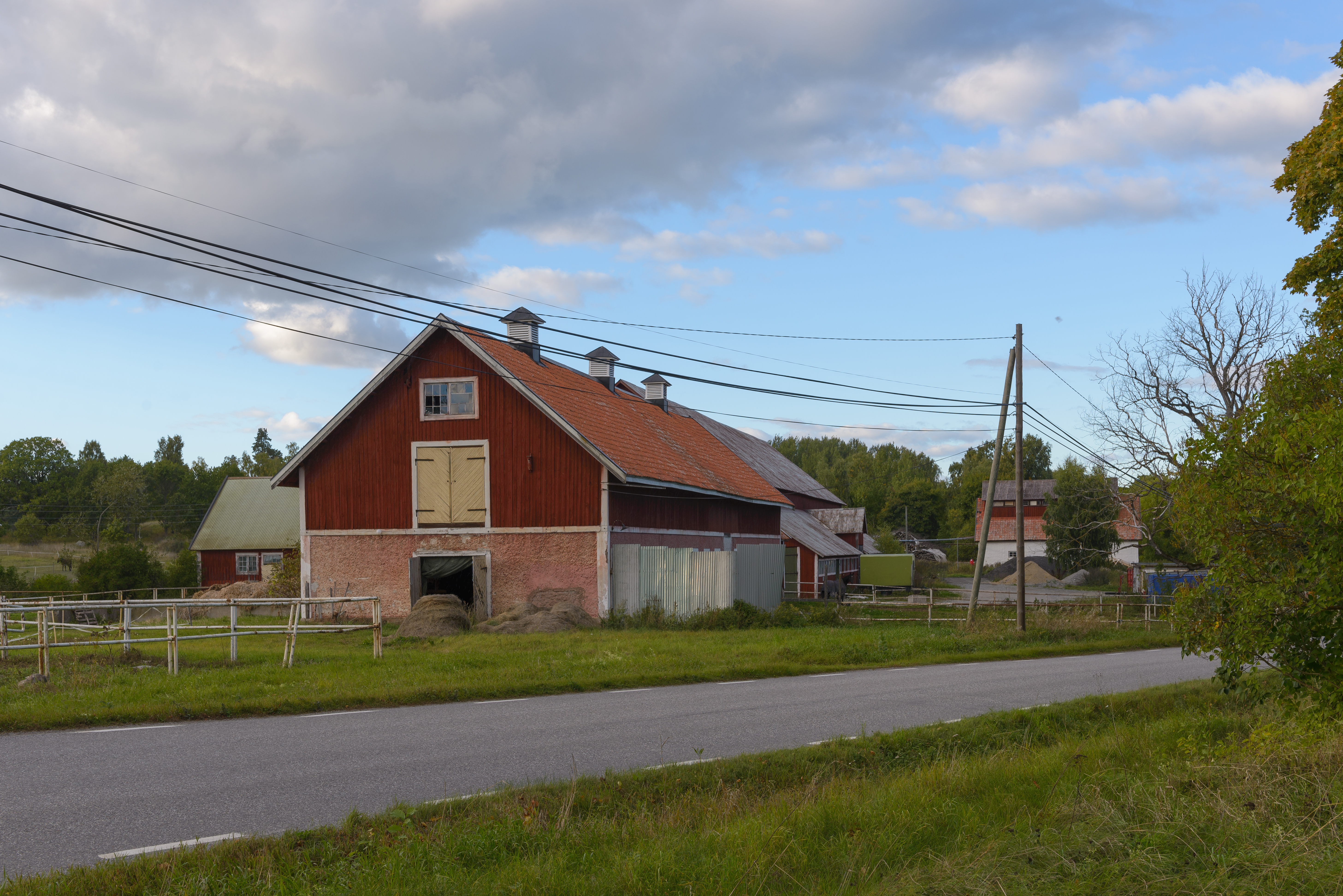
Gårdsbyggnader i Stenby.
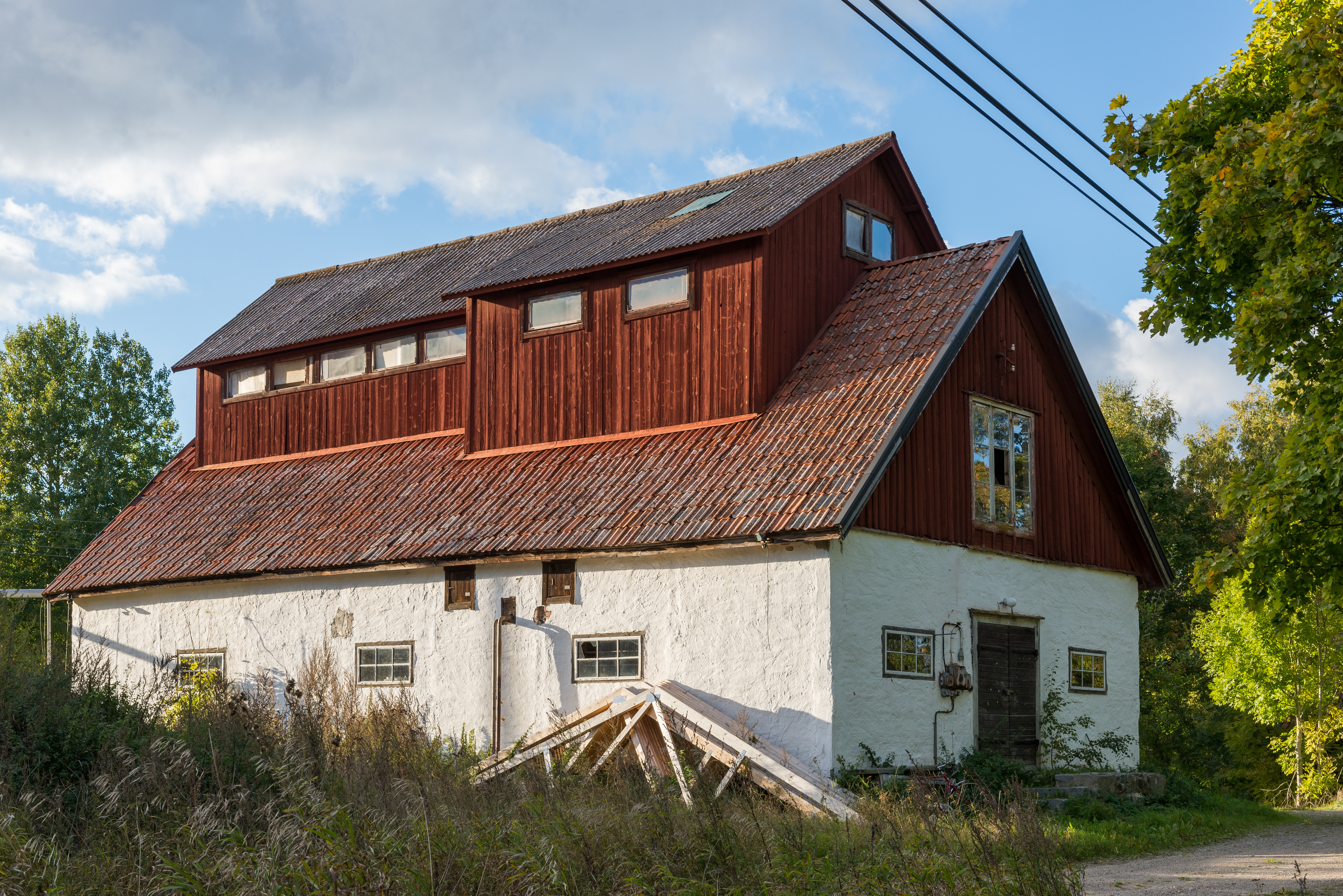
Gårdsbyggnader i Stenby.
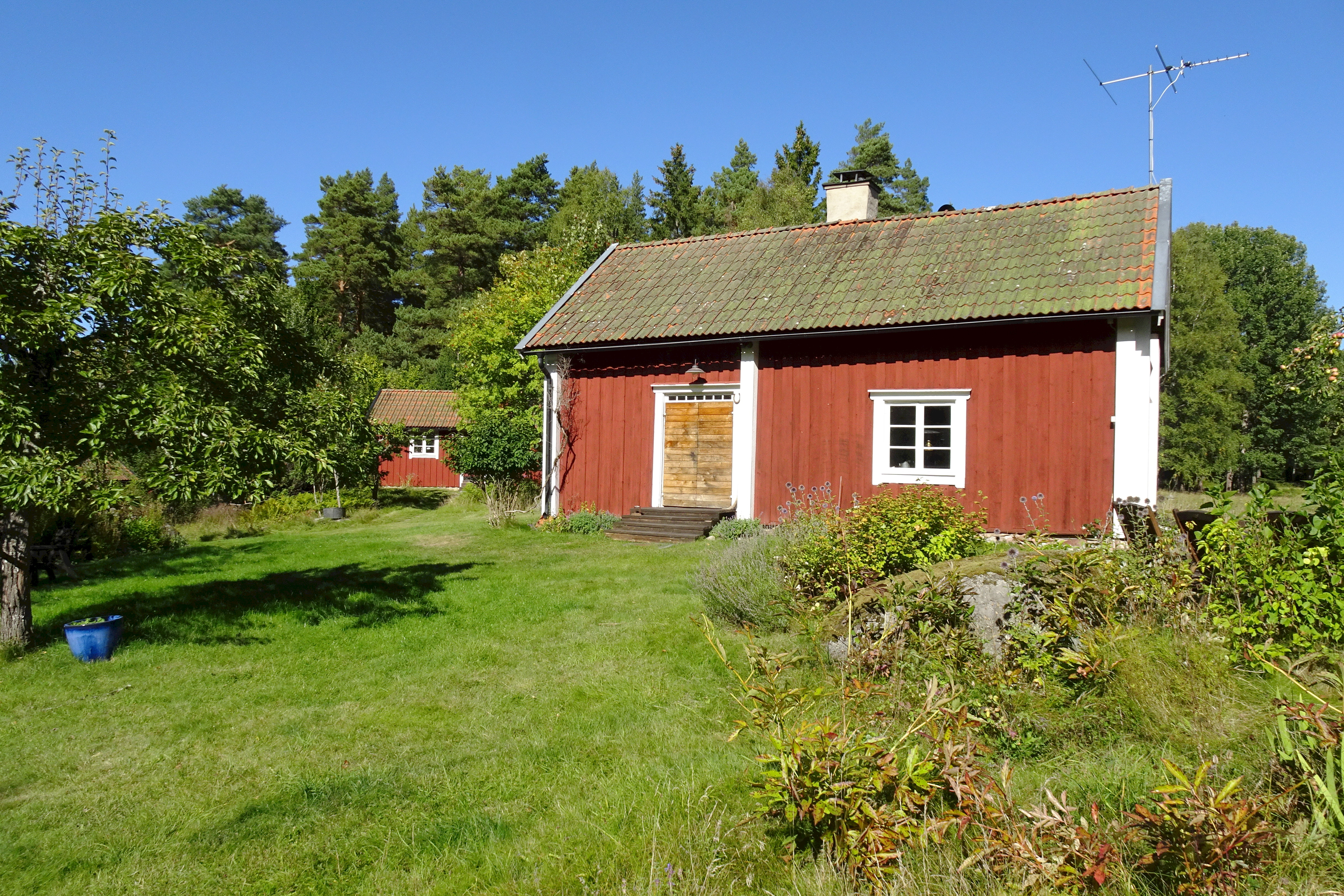
Torpet Samting låg tidigare under Stenby.
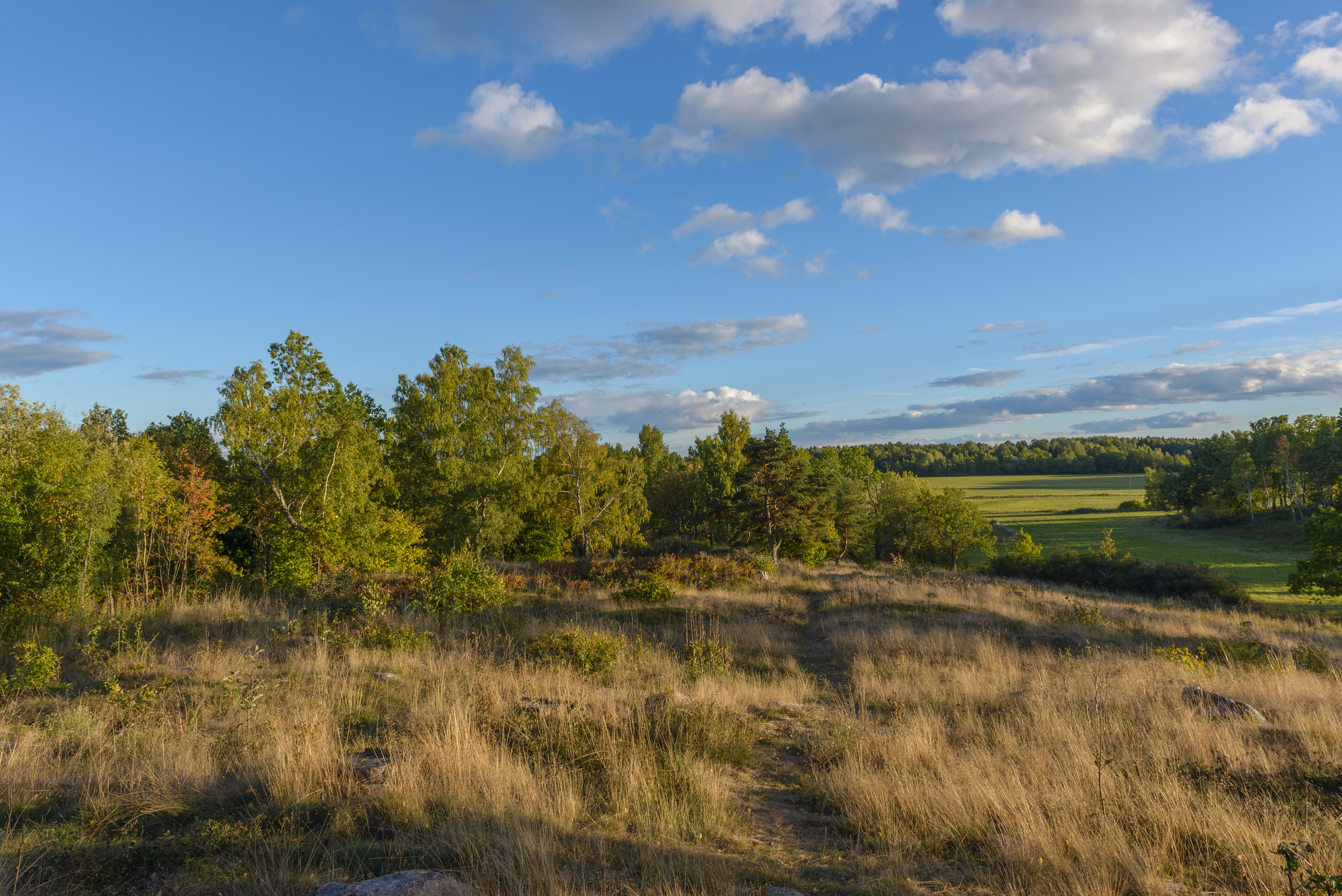
Vy från Skansbergets fornborg mot Stenby gårdsgravfält.
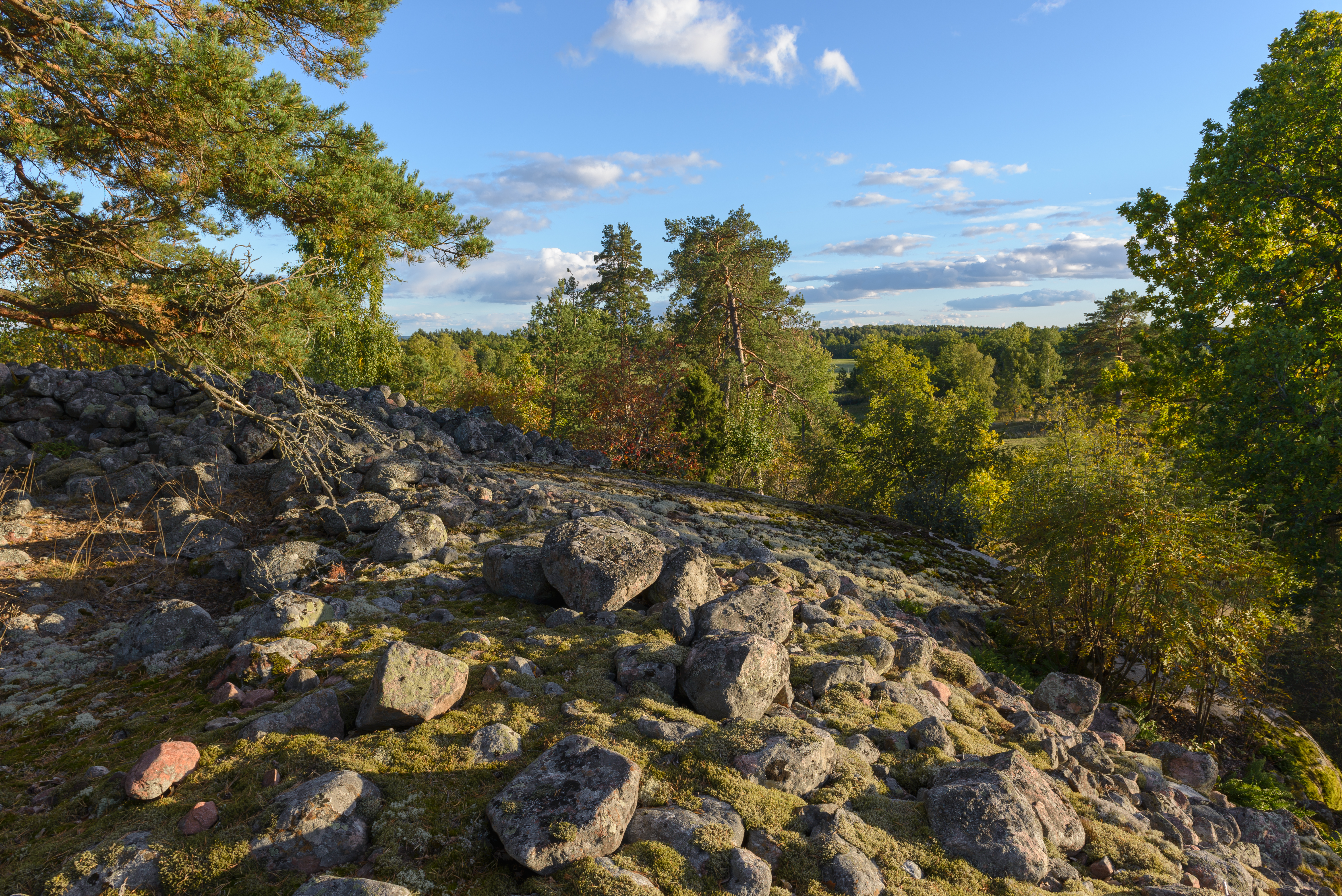
Vy från Skansbergets fornborg mot norr.